# Jesper Kyd
Jesper Kyd (Hørsholm, 3 febbraio 1972) è un compositore danese. Attivo in particolare nella creazione di colonne sonore per videogiochi e film, è noto soprattutto per aver composto la colonna sonora delle serie di videogiochi Hitman e Assassin's Creed.

## Colonne sonore
Videogiochi
- U.S.S. John Young (1989)
- AWS Pro Moves Soccer (1993)
- Subterrania (1993)
- Red Zone (1994)
- Adventures of Batman and Robin (1995)
- Amok (1996)
- Scorcher (1996)
- Time Tremors (1999)
- Soldier (non pubblicato) (2000)
- MDK2 (2000)
- Messiah (2000)
- Hitman: Codename 47 (2000)
- The Nations: Alien Nations 2 (2001)
- Shattered Galaxy (2001)
- Minority Report: The Video Game (2002)
- Hitman 2: Silent Assassin (2002)
- Brute Force (2003)
- Freedom Fighters (2003)
- McFarlane's Evil Prophecy (2004)
- Hitman: Contracts (2004)
- Robotech: Invasion (2004)
- Dance Dance Revolution ULTRAMIX 2 (2004)
- Gears of War (concept music) (2006)
- Tom Clancy's Splinter Cell: Chaos Theory (cinematics) (2006)
- Hitman: Blood Money (2006)
- Kane & Lynch: Dead Men (2007)
- Unreal Tournament 3 (2007)
- Assassin's Creed (2007)
- Command and Conquer Generals Rise of the Reds (Russia Faction) (2008)
- The Club (2008)
- The Chronicles of Spellborn (2008)
- Borderlands (2009)
- Assassin's Creed II (2009)
- Assassin's Creed: Brotherhood (2010)
- Assassin's Creed: Revelations (2011)
- Darksiders II (2012)
- Borderlands 2 (2012)
- Stormfall: Age of War (2012)
- Pirates: Tides of Fortune (2012)
- Soldiers Inc. (2013)
- Assassin’s Creed Unity (2014)
- Sparta: War of Empires (2014)
- Warhammer: End Times - Vermintide (2015)
- Robinson: The Journey (2016)
- MU Legend (2017)
- Warhammer: Vermintide 2 (2018)
- State of Decay 2 (2018)
- Borderlands 3 (2019)
- Assassin's Creed: Valhalla (2020)

Film / Serie TV
- Death of a Saleswoman (2002)
- Night All Day (2003)
- Sweet Insanity (2006)
- La Passion de Jeanne d'Arc (1928, new score) (2007)
- Staunton Hill (2008)
- Year Zero (2009)
- The Resistance (2009)
- Métal Hurlant Chronicles (2012-2013)

Cortometraggi
- Organizm (2000)
- The Lion Tamer (2001)
- Going with Neill (2001)
- Day Pass (2002)
- Paper Plane Man (2002)
- Cycle (2003)
- Impulse (2006)
- Virus (2006)
- The Auctioneers (2010)
- Assassin's Creed: Embers (2011)

Album da studio
- Ultimatum (2011)